# Tokyo United Basketball Club
Il Tokyo United Basketball Club (東京ユナイテッドバスケットボールクラブ?) è una società cestistica avente sede a Kōtō, Tokyo, in Giappone. Fondata nel 2021, gioca in B.League.

## Storia
Il Tokyo United è una squadra di pallacanestro giapponese fondata a Kōtō nel 2021. Attualmente gioca in B3 League, la terza serie del campionato giapponese di pallacanestro.